# LANCL1
LANCL1 (англ. LanC like 1) – білок, який кодується однойменним геном, розташованим у людей на короткому плечі 2-ї хромосоми. Довжина поліпептидного ланцюга білка становить 399 амінокислот, а молекулярна маса — 45 283.
| 10         |  | 20         |  | 30         |  | 40         |  | 50         |
| ---------- |  | ---------- |  | ---------- |  | ---------- |  | ---------- |
| MAQRAFPNPY |  | ADYNKSLAEG |  | YFDAAGRLTP |  | EFSQRLTNKI |  | RELLQQMERG |
| LKSADPRDGT |  | GYTGWAGIAV |  | LYLHLYDVFG |  | DPAYLQLAHG |  | YVKQSLNCLT |
| KRSITFLCGD |  | AGPLAVAAVL |  | YHKMNNEKQA |  | EDCITRLIHL |  | NKIDPHAPNE |
| MLYGRIGYIY |  | ALLFVNKNFG |  | VEKIPQSHIQ |  | QICETILTSG |  | ENLARKRNFT |
| AKSPLMYEWY |  | QEYYVGAAHG |  | LAGIYYYLMQ |  | PSLQVSQGKL |  | HSLVKPSVDY |
| VCQLKFPSGN |  | YPPCIGDNRD |  | LLVHWCHGAP |  | GVIYMLIQAY |  | KVFREEKYLC |
| DAYQCADVIW |  | QYGLLKKGYG |  | LCHGSAGNAY |  | AFLTLYNLTQ |  | DMKYLYRACK |
| FAEWCLEYGE |  | HGCRTPDTPF |  | SLFEGMAGTI |  | YFLADLLVPT |  | KARFPAFEL  |

A: Аланін

C: Цистеїн

D: Аспарагінова кислота

E: Глутамінова кислота

F: Фенілаланін

G: Гліцин

H: Гістидин

I: Ізолейцин

K: Лізин

L: Лейцин

M: Метіонін

N: Аспарагін

P: Пролін

Q: Глутамін

R: Аргінін

S: Серин

T: Треонін

V: Валін

W: Триптофан

Задіяний у такому біологічному процесі як ацетиляція. 
Білок має сайт для зв'язування з іонами металів, іоном цинку. 
Локалізований у клітинній мембрані, цитоплазмі, мембрані.